# Jerantut (district)
Jerantut is een district in de Maleisische deelstaat Pahang.
Het district telt 91.000 inwoners op een oppervlakte van 7600 km².